# Dals Rostock
Dals Rostock är en tätort i Gunnarsnäs socken i Melleruds kommun i Dalsland.
Orten kallas lokalt mest Rostock. Tillägget "Dals" (syftande på Dalsland) har skapats av Posten för att undvika förväxling med Rostock i Tyskland.

## Historia
Orten var ursprungligen känd som Rååstock, vilket förmodligen kom sig av en spång över en bäck mellan två gårdar (rå som i gräns och stock som i spång).:249 I slutet av 1600-talet eller början av 1700-talet hittades en järnhaltig källa vid ett torp, runt vilken en kurort kom att växa fram.:249 Den blev känd i vidare kretsar från 1760-talet då ett brunns- och badhus uppfördes.:249 Från 1820-talet var Dals Rostock uppehållsort för unionskungen Karl XIV Johan på hans resor mellan Sverige och Norge.:249 De följande decennierna följde kurortens blomstringstid, med 500–600 gäster säsongen juni–augusti – de som inte fick plats på Brunnen fick sova i närliggande stugor och gårdar.:249 Ett 29 meter långt badus byggdes 1856 och byggdes ut på 1880- och 1890-talen.:249–250 Dals Rostock förblev en populär kurort in på 1930-talet, men efter andra världskriget tynade kurortskulturen bort.:251
Här finns nu ett museum med en örtagård. Huset är troligen ett av de ursprungliga från 1760-talet. Ett sanatorium, Kroppefjälls sanatorium, fanns också i orten. Nu är det delvis ett hotell/spa.
Järnvägen Göteborg-Oslo (Norge/Vänerbanan) går genom samhället, station anlades vid brunnen som var anledningen till att järnvägen drogs via Rostock, ursprungligen kallad Dalslandsbanan. Före denna järnvägs tillkomst på 1870-talet fanns brunnen men järnvägen bidrog till att samhället byggdes. Av den numera rivna järnvägsstationen finns en modell i halv skala (byggd år 2000). Dals Rostock fick en egen poststation förenad med järnvägsstationen 1 november 1908. Det var Posten som lade till Dals i namnet eftersom det inte fanns postnummer och Posten hade problem med likadana ortnamn. År 1919 flyttade den från järnvägsstationen. Senare upphöjdes den till postexpedition och indrogs 28 februari 1995.

### Befolkningsutveckling
| Befolkningsutvecklingen i Dals Rostock 1950–2020        | Befolkningsutvecklingen i Dals Rostock 1950–2020 | Befolkningsutvecklingen i Dals Rostock 1950–2020 | Befolkningsutvecklingen i Dals Rostock 1950–2020 | Befolkningsutvecklingen i Dals Rostock 1950–2020 |
| ------------------------------------------------------- | ------------------------------------------------ | ------------------------------------------------ | ------------------------------------------------ | ------------------------------------------------ |
|                                                         |                                                  |                                                  |                                                  |                                                  |
| År                                                      |                                                  |                                                  | Folkmängd                                        | Areal (ha)                                       |
| 1950                                                    | 1950                                             |                                                  | 757                                              | ##                                               |
| 1960                                                    | 1960                                             |                                                  | 621                                              |                                                  |
| 1965                                                    | 1965                                             |                                                  | 616                                              |                                                  |
| 1970                                                    | 1970                                             |                                                  | 707                                              |                                                  |
| 1975                                                    | 1975                                             |                                                  | 749                                              |                                                  |
| 1980                                                    | 1980                                             |                                                  | 871                                              |                                                  |
| 1990                                                    | 1990                                             |                                                  | 910                                              | 141                                              |
| 1995                                                    | 1995                                             |                                                  | 891                                              | 141                                              |
| 2000                                                    | 2000                                             |                                                  | 855                                              | 142                                              |
| 2005                                                    | 2005                                             |                                                  | 885                                              | 142                                              |
| 2010                                                    | 2010                                             |                                                  | 829                                              | 141                                              |
| 2015                                                    | 2015                                             |                                                  | 882                                              | 143                                              |
| 2020                                                    | 2020                                             |                                                  | 794                                              | 139                                              |
| Anm.: ## Som tätort/befolkningsagglomeration 1920–1950. |                                                  |                                                  |                                                  |                                                  |

## Bilder

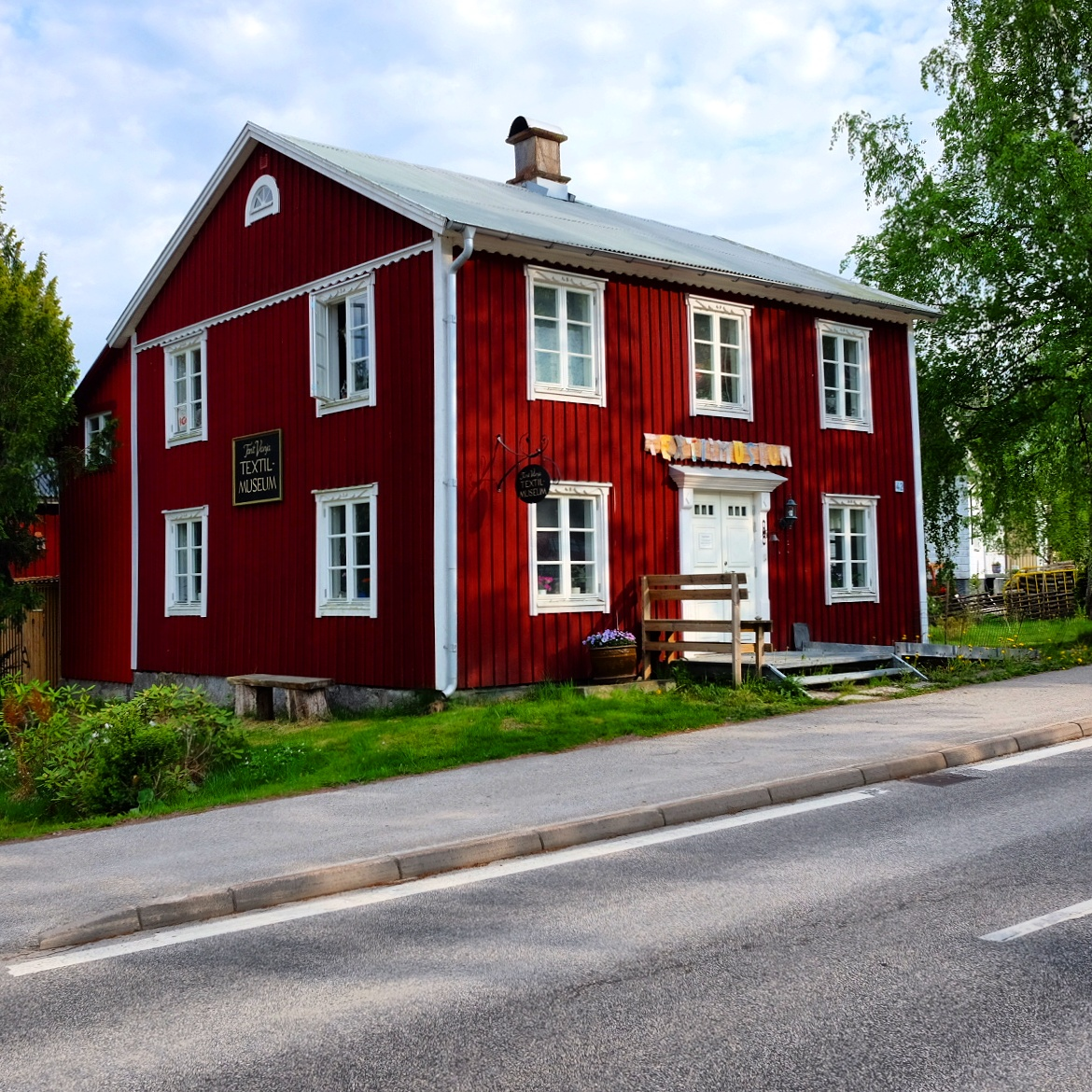
Tant Vanja, textilmuseum i Dals Rostock.
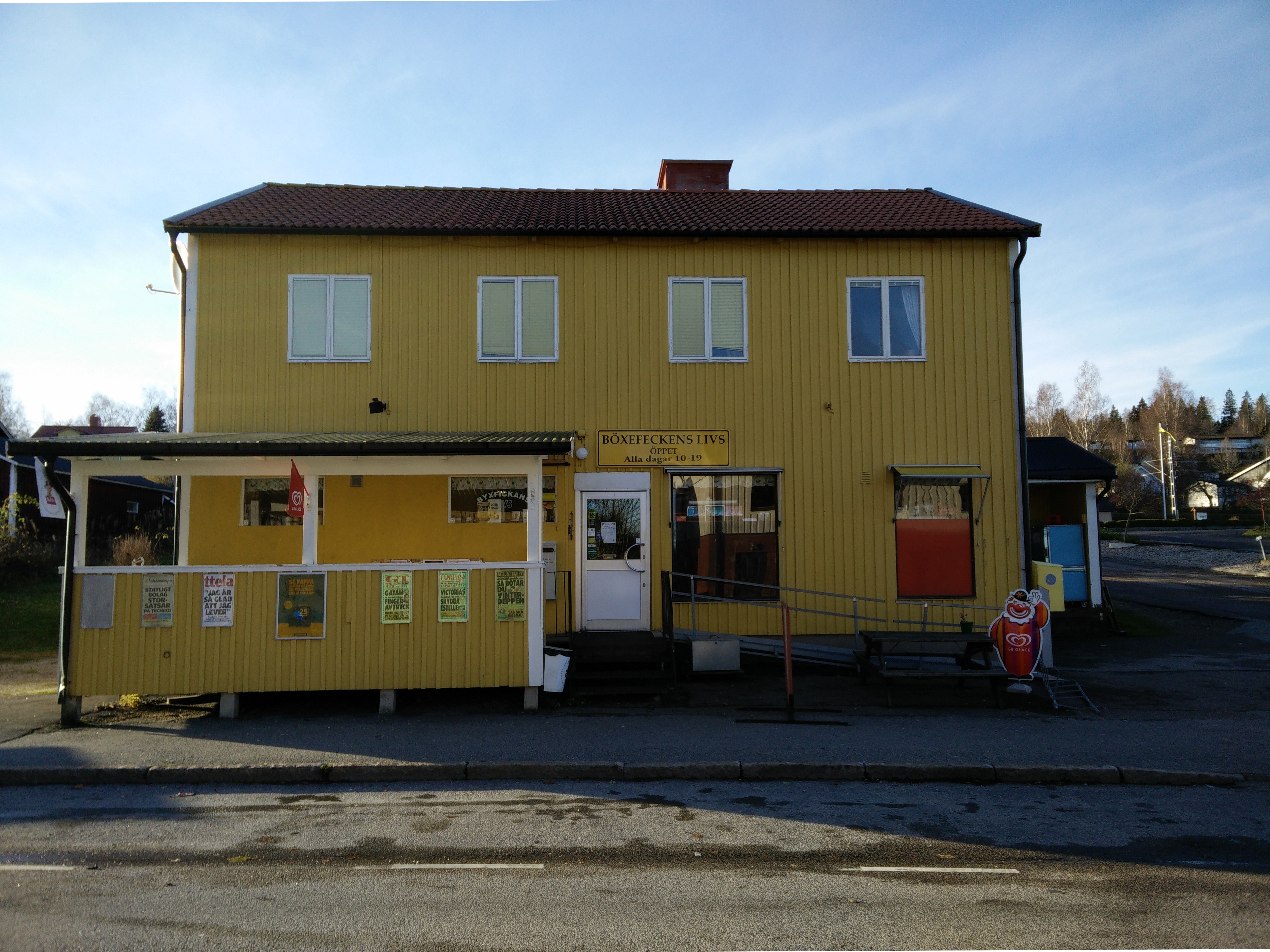
Byxfickans livs, matbutiken i Dals Rostock.
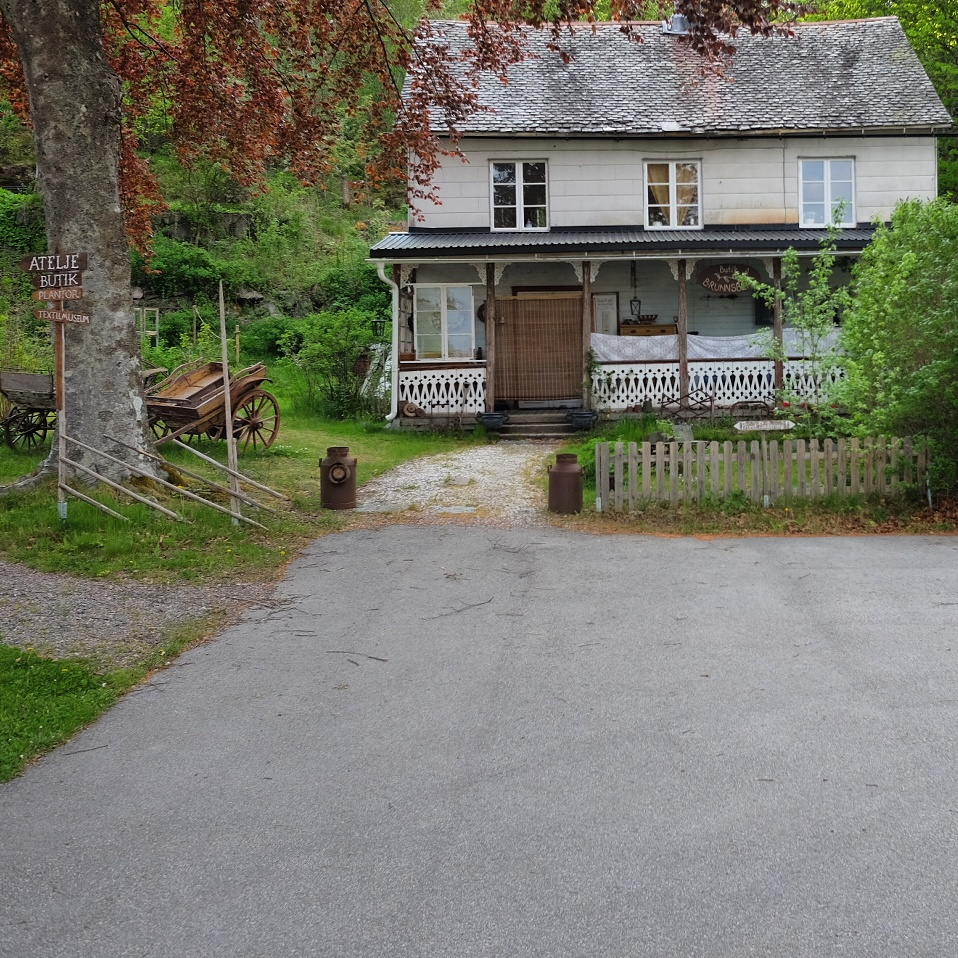
Den gamla butiken i Brunnsparken.

## Kända personer från Dals Rostock
- Mathias Fredriksson, längdåkare
- Thobias Fredriksson, längdåkare